# Noritaka
Noritaka, le Roi de la baston ! (破壊王ノリタカ, Hakaiou Noritaka) est un manga du scénariste Hideo Murata et du mangaka Takashi Hamori, prépublié entre 1991 et 1994 dans le magazine Weekly Shōnen Magazine et édité en 18 volumes reliés par Kōdansha. La version française est publiée en intégralité par Glénat.

## Synopsis
Noritaka raconte l'histoire d'un jeune lycéen qui, dans les premières pages, est maigrelet, peu attirant (il se fait notamment surnommer « caca »), et amoureux d'une fille de sa classe (Nakayama). Et parce qu'elle lui dit détester les faibles, il décide, par désir de ne plus en être un et de l'impressionner (par son courage, sa force), d'apprendre les arts martiaux. Il rencontre alors Koretoshi Maruyama, qui lui enseigne le muay thaï. Et plonge dans un univers où chaque combat le fait rencontrer un adversaire plus fort que le précédent.

## Style du manga
Noritaka appartient plutôt au genre comique: s'il est tourné vers l'action, il l'est encore plus vers l'humour né du quotidien d'un lycéen, notamment du rapport qu'il entretient avec les autres filles (généralement très belles) et garçons (ses amis ou concurrents). Toutefois, les nombreuses anecdotes historiques et les références aux champions ou aux styles de combat qui parsèment l'œuvre en font un hommage aux différentes formes d'arts martiaux évoquées (muay-thaï, boxe française ou chinoise, free fight…) au fil de la lecture.

## Personnages
- Noritaka Sawamura (th), le personnage principal
- Miki Nakayama, une judoka dont Noritaka est amoureux
- Koretoshi Maruyama, le coach de Noritaka
- Tchan-Poua (th), condisciple thaïlandais de Noritaka
- Akira Asada, président du conseil des élèves
- Asano Atsuko, une camarade de Miki et Noritaka
- Chisato Mitsui, amie d'Hotei
- Fumie Yamada, la manager du club de Noritaka
- Reggie, un adversaire de Ken
- Nishi, ami de Maruyama
- Ichirô Akimoto, capitaine de boxe chinoise au lycée E de Yokohama
- Kazumi, la manager de boxe chinoise au lycée E de Yokohama
- Chin, vieux maître de boxe chinoise
- Miky, policier militaire américain et ancien disciple de Chin
- Kyu, sœur de Miky
- Terry, camionneur et karatéka texan
- Charlie, ancien collègue de Terry

Adversaires
- Nakaya, membre de la section boxe
- Ryuiji Yamasaki, champion de boxe des collèges
- Yamakawa, membre de la section judo
- Oniko, judoka du lycée Kôin Gakuen
- Shigeru Hotei, un karatéka
- Ken Jackson, un champion américain junior de free-fight
- Mikhail Goraev, un russe formé aux arts martiaux militaires
- Kirawea, un sumotori au lycée E de Yokohama
- Ernest, karatéka
- Chen Li, pratiquant de boxe chinoise au lycée Motomachi
- Rayban, motard et bras droit de Real Deal
- Bruto, subordonné de Rayban
- Real Deal, dit RD, champion senior américain en titre de free-fight
- Kôji Hanada, sumotori américain
- Abud Dhabi Sheik, egyptien
- Bismarck Riofranco, brésilien pratiquant le jiujitsu
- Michael Jacobs, pratiquant de capoeira
- Police Sting, anglais
- Mickey Jaggerd, pratiquand l'aïkido
- Michael Schwelt, footballeur allemand
- Micha Jirinovski, russe

## Liste des volumes
Les éditions Glénat inversèrent les pages pour qu'elles se lisent de gauche à droite et non dans le sens d'origine.
| no | Japonais       | Japonais | Français       | Français   |
| no | Date de sortie | ISBN     | Date de sortie | ISBN       |
| --- | -------------- | -------- | -------------- | ---------- |
| 1 |                |          |                | 2723420914 |
| 8 avril, jour de rentrée des secondes: Noritaka Sawamura, 15 ans, fait son entrée au lycée Izumiya. Il y rencontre la belle Nakayama. À la suite d'une dispute avec cette dernière (qui le traite de faible), Noritaka décide de rejoindre un club de kickboxing pour prouver qu'il est quelqu'un de fort. Il rencontre Maruyama qui va devenir son entraîneur. Tout va bien jusqu'à ce que Nakaya (champion des poids moyens de boxe) se mette à tourner autour de Nakayama. |                |          |                |            |
| 2 |                |          |                | 2723421708 |
| C'est la guerre officielle des sports de combats. Et l'affrontement du mois de mai se fera entre le gringalet Noritaka Sawamura et Ryuiji Yamazaki, le champion des collèges. Noritaka a décidé de se battre pour impressionner Nakayama… |                |          |                |            |
| 3 |                |          |                | 2723421716 |
| Le combat contre Yamazaki fait rage… Après ce terrible duel, Noritaka va rencontrer le terrible Yamakawa, l'as de la section judo. |                |          |                |            |
| 4 |                |          |                | 2723421910 |
| Liste des chapitres : 1. L'Ombre de Yamakawa 2. Mort assurée ! La Perspective du combat !! 3. L'Homme qui vainquit Yamakawa ! 4. Le Point faible de Yamakawa ! 5. L'École Seishin, l'entrée en scène de d'Hotei !! 6. Au péril de sa vie ! Le Stratagème de sauvetage de Nakayama ?! 7. Ennuis en perspective ?! 8. Hotei l'arme humaine ! 9. Le Messie ?! Chisato ! |                |          |                |            |
| Alors que Noritaka Sawamura défie un dojo pour comprendre comment vaincre Yamakawa, ce dernier se fait battre par Shigeru Hotei de la section karaté. Sa particularité est de n'avoir jamais été touché au visage… enfin ça, c'était jusqu'à ce qu'il rencontre Hotei qui va lui infliger une coupure au visage involontairement. Les ennuis continuent ! |                |          |                |            |
| 5 |                |          |                | 2723421929 |
| Liste des chapitres : 1. Un visage angélique, un dos démoniaque ! 2. L'Explosion de colère d'Hotei ! 3. Le Secret des coudes ! 4. Stratégie de guerre contre Hotei : phase 1 5. Stratégie de guerre contre Hotei : phase 2 6. Stratégie de guerre contre Hotei : phase 3 7. Début du match sur le ciment !! 8. Un corps d'acier 9. Le Paradis et l'enfer ?! |                |          |                |            |
| 6 |                |          |                | 2723421937 |
| Liste des chapitres : 1. La Mort absolue de Sawamura !! 2. Angle mort et effusion de sang ?! 3. La Terrible tactique du caméléon !! 4. Le Commencement de la fin pour Hotei ?! 5. Fin du match sur le ciment !! 6. Un unique vainqueur ?! 7. La Conclusion du combat ! 8. Le Monstre des Amériques 9. De nouvelles têtes |                |          |                |            |
| 7 |                |          |                | 2723423107 |
| Liste des chapitres : 1. Le Déclenchement de la guerre américano-japonaise ?! 2. La Guerre est déclarée ! 3. Sawamura se dresse contre l'étudiant étranger ? 4. Début de l'entraînement contre Ken Jackson ! 5. Une technique pour battre Ken ? 6. Le Secret du couteau de cuisine ?! 7. L'Entraînement final pour battre Ken ?! 8. La Guerre américano-japonaise ! 9. Ken battu par Noritaka ! Un drôle de combat !                                                          |                |          |                |            |
| 8 |                |          |                | 2723423115 |
| Liste des chapitres : 1. Un match fracassant !! 2. Première expérience ?! Ken est à terre ! 3. Combat rapproché !! 4. Sawamura sort son arme secrète ?! 5. La Technique meurtrière de Tyson ?! 6. Une technique chinoise vieille de 4000 ans ?! 7. Juste un down pour la victoire ! 8. Le Dernier debout sera… 9. Un nouvel étudiant fort mystérieux ! |                |          |                |            |
| 9 |                |          |                | 2723423123 |
| Liste des chapitres : 1. Sawamura mourra trois fois ?! 2. La Colère de l'ours russe ! 3. Match « olympique » dans une ruelle 4. Le Secret de la force de Goraev 5. Un match sans règles ?! 6. Sous l'enseignement de Lassie ?! 7. Le Résultat explosif de l'entraînement secret ! 8. L'arrivée au Japon d'un nouvel allié 9. Compte à rebours avant le match |                |          |                |            |
| 10 |                |          |                | 2723423131 |
| Liste des chapitres : 1. Le Grizzli soviétique vs l'ourson japonais 2. Goraev soutient-il ce qu'il avance ?! 3. Le Match tourne au karaté ?! 4. L'Extermination de Sawamura ! 5. L'Amitié triomphe ! La Technique du « J » pour battre Goraev ?! 6. Un round endiablé !! 7. « Magic Sawamura ». Deuxième salve ! 8. Le « Rocket kakato-otoshi » ! 9. La Conclusion du combat russo-japonais ?!                                                                                |                |          |                |            |
| 11 |                |          |                | 272342314X |
| Liste des chapitres : 1. Sawamura déménage ! 2. Le Challenge du kenpô chinois ! 3. Premier jour au nouveau lycée 4. La Section de kenpô la plus nulle de Yokohama 5. À la recherche du vieillard « Chin » 6. Sawamura candidat à l'entraînement 7. L'Épreuve d'admission 8. Tremblement de terre sous le lycée E ! 9. La Menace du « super-tsuki » |                |          |                |            |
| 12 |                |          |                | 2723423425 |
| Liste des chapitres : 1. Le Point faible de Kirawea… ?! 2. L'Entraînement homo 3. Le Match d'entraînement spécial de Kirawea 4. Le Résultat des études homo 5. Les Deux coachs font la paire 6. 2 jours avant le match 7. Début du match ! 8. Les Attaques de maître de Sawamura 9. Kirawea sur le carreau ?! |                |          |                |            |
| 13 |                |          |                | 2723425665 |
| Liste des chapitres : 1. Kirawea sur le point de tomber ?! 2. Sawamura mourra-t-il étouffé ? 3. Kirawea l'éléphant vs Noritaka la souris 4. La Technique du « tripotage » ?! 5. Le Climax du combat 6. Promesse pour une larme 7. Stage à la « tanière du tigre ! » 8. Un nouveau coach : Miky 9. L'Homme le plus populaire ?! |                |          |                |            |
| 14 |                |          |                | 272342572X |
| Liste des chapitres : 1. Les Sentiments de Nakayama 2. Pour toi… ! 3. Piégé par le grillage 4. La Défense du maquillage facial 5. Le Corps de Chen… ?! 6. L'Attaque du missile antimissile Stinger 7. Le 19ème kenpô chinois 8. L'Amour fait perdre ?! 9. C'est le Sawamura fort que j'aime ! |                |          |                |            |
| 15 |                |          |                | 2723425738 |
| Liste des chapitres : 1. La Dernière tentative de Chen 2. Le Secret du coach Maruyama 3. L'Amour magique des champignons 4. Ce soir c'est sukiyaki ! Hi hi hi ! 5. Départ pour L. A. ?! 6. Départ pour L. A. bis 7. « RD » ?! 8. Une ceinture noire vaut mieux qu'une arme ?! 9. Si tu vois la mort en face… |                |          |                |            |
| 16 |                |          |                | 2723425746 |
| Liste des chapitres : 1. Mains nues vs main armée 2. Un coup de pied d'enfer ! 3. Un marché avec le FBI 4. Le Chapeau du bonheur 5. Nori bodyguard 6. La Lutte de Tchan-Poua 7. Préliminaires au tournoi 8. L'Ouverture du tournoi 9. Le Match des ténèbres |                |          |                |            |
| 17 |                |          |                | 2723425754 |
| Liste des chapitres : 1. Match en pleine jungle 2. Match dans les airs 3. RD vs Micha 4. Après la défaite de RD 5. Bagarre contre Micha 6. L'Ours de Russie 7. Sheikh l'illusioniste 8. Le gracie jiû jitsu 9. Les T-shirts Sawamura |                |          |                |            |
| 18 |                |          |                | 2723427161 |
| - Courageuse Suzu ! - Magic BoyListe des chapitres : 1. Les Arts japonais 2. Use la force (de l'autre) ! 3. La Muraille 4. Un médicament pour la pression 5. Tous ensemble ! 6. Match final |                |          |                |            |

## Anecdotes
Le rappeur Booba dans son titre Caesar Palace cite le manga :
« Tes albums sont de belles merdes, de jolis cacas, tu rappes les couilles qui pendouillent comme Noritaka ».

### Documentation
- Reyda Seddiki, « Ne l'appelez plus “caca” ! », BoDoï, no 12,‎ octobre 1998, p. 14.